# Hollenstein an der Ybbs
Hollenstein an der Ybbs est une commune autrichienne du district d'Amstetten en Basse-Autriche.